# Concordat en Alsace-Moselle
Le concordat en Alsace-Moselle est un élément du régime concordataire français qui n'a pas été abrogé par la séparation des Églises et de l'État en 1905, l'actuelle Alsace-Moselle étant alors un territoire de l’Empire allemand.
« Régime concordataire d'Alsace-Moselle » est une expression courante cependant inexacte, puisqu'un concordat est un accord entre le Saint-Siège à Rome (donc l'Église catholique) et un État, tandis que la situation en Alsace-Moselle concerne quatre cultes au total. L'expression exacte se trouve donc être « Régime spécifique des cultes en Alsace-Moselle »,,.

## Fondement juridique
Ce régime spécifique à l'Alsace-Moselle reconnaît et organise les cultes catholique, luthérien, réformé et israélite et permet à l'État de salarier les ministres de ces cultes. À son entrée en vigueur en 1802, il reconnaissait égales les trois confessions et les religions présentes. Il est fondé sur le concordat signé en 1801 entre Napoléon Bonaparte et Pie VII, ainsi que sur des lois allemandes votées durant la période du Reichsland d'Alsace-Lorraine. Ce régime n'a été abrogé ni par l'annexion allemande en 1871 ni par le retour des trois départements au sein de la République française en 1919. Ce maintien du statut concordataire et des lois allemandes intervenues entre-temps fait suite à une promesse de respecter les traditions des provinces recouvrées par le général Joffre lors de la libération de Thann le 7 août 1914, promesse renouvelée par le président de la République Raymond Poincaré en février 1915 et par le maréchal Pétain en 1918 alors que 90 communes alsaciennes sont administrées par la France lors de la Première Guerre mondiale. Ainsi, décision a été prise par le décret du 6 décembre 1918 de maintenir provisoirement en vigueur l'essentiel du droit local, notamment en matière de cultes et d'enseignement avant sa pérennisation. Une fois validé le retour de l'Alsace-Moselle à la France par le traité de Versailles, signé le 26 juin 1919 puis ratifié par une loi du 12 octobre 1919 (bien qu'elle ne soit publiée que par un décret du 12 janvier 1920), une loi sur le régime transitoire applicable à ces territoires est votée le 17 octobre 1919 puis confirmée par la suite[Quand ?].
Cet élément du droit spécifique en Alsace-Moselle est donc issu du passé français des trois départements (et non directement de leur passé allemand, contrairement au droit local des associations ou au régime local de la sécurité sociale ou plus spécifiquement au délit de blasphème). Alors que ce statut concordataire est contesté par le Cartel des gauches au pouvoir en 1924, un avis du Conseil d'État du 24 janvier 1925 déclare que la loi du 18 germinal an X appliquant le concordat de 1801 est toujours en vigueur.
Ce régime donne périodiquement lieu à des prises de position entre ses partisans et ses adversaires. Sa validité est confirmée le 21 février 2013 par le Conseil constitutionnel qui considère que la Constitution de la Ve République n'avait pas « entendu remettre en cause les dispositions législatives ou réglementaires particulières applicables dans plusieurs parties du territoire de la République lors de l'entrée en vigueur de la Constitution et relatives à l'organisation de certains cultes ».

## Enseignement de la religion à l'école
La religion est enseignée obligatoirement à l'école primaire et au collège, mais une dispense est maintenant acceptée sur demande écrite des parents en début d'année scolaire. Les élèves du primaire dispensés de cours de religion assistent à des cours de morale ; les collégiens sont simplement dispensés de cours. Ce n'est pas un cours de catéchisme mais plutôt un enseignement culturel et religieux (le catéchisme au sens strict du terme, préparation des enfants à la communion et à la confirmation, est assuré dans les paroisses). Cette heure d'enseignement hebdomadaire se nomme d'ailleurs dans beaucoup d'établissements « culture religieuse ». Dans certains établissements (en particulier les lycées professionnels), le cours se nomme « faits religieux ». Les professeurs de religion catholique et protestante sont diplômés par les facultés de théologie correspondantes de l'université de Strasbourg ou par le département de théologie de l'université de Lorraine.
Le concordat, ou plutôt, le régime spécifique des cultes d'Alsace-Moselle n'affecte pas l'enseignement privé confessionnel, assez développé dans les trois départements. Il y existe des établissements primaires et secondaires des trois religions concordataires.

## Ministres du culte
- Les ministres, c'est-à-dire les diacres, prêtres, évêques, les pasteurs réformés et luthériens ainsi que les rabbins des quatre cultes reconnus sont rémunérés par l'État (ministère de l'Intérieur). L'accord Lang-Cloupet de 1993 a aligné leur rémunération sur celle de la catégorie A de la fonction publique française et ils peuvent bénéficier des indemnités chômage (Assedic).

- Les évêques de Metz et Strasbourg sont nommés par décret du président de la République après accord du Saint-Siège. Les grands rabbins et présidents et membres des consistoires protestant et israélite sont nommés par le Premier ministre, et les ministres des trois cultes sont nommés par le ministre de l'Intérieur.

- Dans le cas des protestants, seuls les pasteurs des églises protestantes reconnues (EPCAAL et EPRAL) sont agents publics. De même, seuls les rabbins du judaïsme consistorial majoritaire sont agents publics, la communauté juive libérale devant assumer les indemnités de son rabbin.

### Archevêque de Strasbourg et évêque de Metz
L'archidiocèse de Strasbourg et le diocèse de Metz sont placés directement sous l'autorité du Saint-Siège (et non sous celle d'un primat ou d'un métropolite), même si, pour des raisons de commodité, l'archevêque de Strasbourg et l'évêque de Metz sont membres de la Conférence des évêques de France. L'ancien évêché de Strasbourg a été élevé à la dignité d'archevêché en 1988 à la suite de la visite du pape Jean-Paul II.
Le président de la République française est le dernier chef d'État au monde à nommer des évêques catholiques,. Cette nomination, qui n'est ni une désignation, ni une investiture (l'une et l'autre relèvent de l'autorité de l'Église et donc du Saint-Siège), a été voulue par Napoléon Bonaparte comme un contre-poids au pouvoir du Saint-Siège : contrôle et non pas pouvoir d’ordre spirituel. C'est aujourd'hui plutôt une survivance juridique sans signification politique réelle.
La procédure est la suivante, pour les deux évêchés  :
1. Le nonce apostolique consulte l'épiscopat français.
2. Il envoie au Vatican, comme pour tout poste d'évêque, une liste de trois noms de prêtres ou évêques susceptibles d'être nommés (la terna).
3. La Congrégation pour les évêques du Saint-Siège propose un nom au pape, qui choisit.
4. Le nonce apostolique demande son accord à l'intéressé, qui peut refuser (retour à l'étape 1).
5. S'il accepte, le nonce informe l'Élysée du choix du Saint-Siège.
6. Le président de la République nomme l'évêque en secret par un premier décret, et informe le Saint-Siège par l'intermédiaire du nonce.
7. Le pape émet une bulle pour donner l'investiture canonique à l'évêque nommé. La bulle est transmise à l'Élysée via l'ambassadeur de France près le Saint-Siège, le ministère des Affaires étrangères puis celui de l'Intérieur. Après vérification par le Conseil d'État, l'Élysée la reçoit par un second décret.
8. Par l'intermédiaire du nonce et de l'ambassadeur de France près le Saint-Siège, l'Élysée et le Saint-Siège s'accordent sur une date de publication.
9. La nomination est annoncée en même temps par le Journal officiel et l'Osservatore Romano.

La procédure est complexe et prend donc plusieurs mois.

## Facultés de théologie
L'université de Strasbourg comporte une faculté de théologie catholique et une faculté de théologie protestante, et l'université de Lorraine sur le site de Metz comporte un département de théologie (dans son Unité de formation et de recherche sciences humaines et arts), avec deux parcours au choix : théologie catholique et pédagogie religieuse. Ce sont les seules universités publiques françaises où la théologie est enseignée. Elles participent à la formation des prêtres et des pasteurs mais aussi de laïcs (catéchistes et professeurs de religion de l'enseignement primaire et secondaire) et délivrent des diplômes d'État de théologie, ce qui n'existe nulle part ailleurs en France. Ce sont cependant des unités de formation et de recherche de plein droit.
La faculté de théologie catholique est sous l'autorité du Saint-Siège, et les diplômes qu'elle délivre sont reconnus comme canoniques.

## Le cas des religions non concordataires
La différence essentielle concerne les ministres du culte : aucun desservant n'est salarié sur fonds publics. L'achat, l'entretien et le fonctionnement des lieux servant aux cultes sont exclusivement à la charge des fidèles (ou d’États tiers).
La construction de lieux de culte est libre dans la limite du droit de l’urbanisme et de la construction. Tout culte peut disposer de postes d’aumônerie, conformément au principe d’égalité et de liberté de religion pour les personnes détenues, malades ou en service actif. Tous les cultes pratiqués dans la région (branches bouddhistes, culte musulman, judaïsme libéral, courants chrétiens comme les évangéliques, pentecôtistes, mormons, méthodistes, mennonites) peuvent s’organiser selon un statut juridique protecteur offrant une grande capacité juridique, l’association de droit local alsacien-mosellan, dans le cadre du droit local des associations. Après inscription officielle au registre du tribunal de grande instance, ces associations :
- jouissent d'une capacité élargie et peuvent recevoir des libéralités à titre gratuit sans obligation d'adoption de statuts types,
- peuvent avoir un objet quelconque, y compris lucratif (les associations inscrites exclusivement à titre cultuel peuvent bénéficier de conditions spéciales : notamment leur but doit être non lucratif),
- peuvent bénéficier de soutiens financiers directs, sous forme de financement direct de toutes activités et initiatives cultuelles, de mise à disposition de locaux, de terrains,
- peuvent bénéficier de soutiens financiers indirects (mêmes exonérations fiscales et taux réduits d'impôts que les associations cultuelles ou diocésaines et les établissements publics du culte, exonération de la taxe locale d'équipement sur les constructions et de la taxe d'habitation sur les locaux servant à la célébration du culte).

Toutes les communautés ayant un caractère congrégationniste sont susceptibles d'être reconnues en droit local. Les ministres des cultes organisés dans le cadre du droit privé peuvent demander leur affiliation à la Caisse mutuelle d'assurance maladie des cultes et à la Caisse mutuelle d'assurance vieillesse des cultes.

### Le cas de l'islam
Le culte musulman (en 1996, plus de 109 000 personnes en Alsace-Moselle) n’a pas le statut de culte reconnu. Mais le droit local permet la constitution de communautés musulmanes sous le régime juridique d'association de droit local alsacien-mosellan. La Grande Mosquée de Strasbourg est indiquée par des panneaux posés par les pouvoirs publics compétents. Cette mosquée a bénéficié de fonds publics pour sa construction, ce qui aurait été impossible dans le reste de la France. Un cimetière musulman a été inauguré au début de 2012 à Strasbourg.
Il est parfois proposé d'inclure l'islam dans le concordat. Ainsi, le député de Moselle François Grosdidier a proposé un texte dans ce sens à l'Assemblée nationale en 2006. Les responsables locaux juifs, catholiques et protestants ne sont, a priori, pas opposés à cette intégration, qui les aiderait à consolider ce statut différencié par rapport au reste de la métropole.

## La question du blasphème
Le délit de blasphème, anciennement prévu par l'article 166 du code pénal local applicable dans les départements du Bas-Rhin, du Haut-Rhin et de la Moselle, a été abrogé par l'article 172 de la loi no 2017-86 du 27 janvier 2017.

## Opinion publique
Selon un sondage IFOP commandé par le Grand Orient de France, publié en avril 2021 dans le contexte de la polémique autour du projet de subventionnement du chantier d'une mosquée par la municipalité de Strasbourg dirigée par Jeanne Barseghian, 52 % des Alsaciens-Mosellans souhaitent l'abrogation du Concordat. Localement, tous les partis plaident pour le maintien du Concordat hormis La France insoumise.
Il est important de nuancer ce dernier chiffre car selon cette même étude de l'IFOP  :
- 56 % des Alsaciens-Mosellans sont favorables au principe d'un financement public des cultes
- 65 % des Alsaciens-Mosellans sont favorables au financement du culte catholique et donc la majorité des Alsaciens-Mosellans sont en faveur du concordat signé entre l'État français et l'Église catholique toujours en vigueur en Alsace-Moselle
- 62 % des protestants sont également favorables au financement public des cultes (et donc favorables au régime spécifique des cultes en Alsace-Moselle)[25].

Cela est dû à la confusion entre le Concordat (régissant les rapports entre l'Église catholique et l'État français, s'appliquant aujourd'hui seulement en Alsace-Moselle) avec l'ensemble du régime spécifique des cultes en Alsace-Moselle, régime qui permet également le financement de lieux de cultes non reconnus, ici une mosquée. L'étude de l'IFOP en question montre une hostilité très forte des Alsaciens-Mosellans au financement publique du culte musulman et au financement publique de la construction de mosquées (81 %), mais pas une hostilité au Concordat à proprement parler. Le mot « concordat » dans le langage courant actuel est un mot fourre-tout pour inclure l'ensemble des dispositions juridiques régissant les cultes en Alsace-Moselle, créant la confusion entre l'hostilité aux dispositions juridiques en Alsace-Moselle permettant le financement des lieux de cultes musulmans avec l'opinion des Alsaciens-Mosellans sur le régime publique des cultes auquel ils sont favorables en majorité chez les catholiques, les protestants et les musulmans d'après un sondage de l'IFOP de mai 2025[réf. nécessaire].
On constate une baisse de la participation aux cours de religion à l'école, une des spécificités du Concordat : de 80 % dans les années 1990 à 50 % en 2021 à l'école primaire (la baisse étant bien plus prononcée dans le secondaire où cette heure de cours ne fait pas partie du volume d'enseignement hebdomadaire).